# Asedio de Chandax
El asedio de Chandax del 960-961 fue el elemento clave de la campaña bizantina para recuperar la isla de Creta, que desde la década del 820 estaba en poder de árabes musulmanes. La campaña se emprendió tras una serie de intentos fallidos de recobrar la isla de manos de los musulmanes que se remontaba al año 827, apenas unos años después de la conquista árabe, y la dirigió el general y futuro emperador Nicéforo Focas. Duró desde el otoño del 960 hasta la primavera del 961, cuando los bizantinos expugnaron la principal fortaleza musulmana y capital de la isla, Chandax (la moderna Heraclión). La reconquista de Creta fue un logro importante para los bizantinos, ya que restableció su dominio sobre el litoral egeo y redujo la amenaza de los piratas sarracenos, que habían empleado Creta como base de operaciones.

## Creta musulmana
La isla de Creta había sido conquistada a finales de la década de 820 por un gran grupo de exiliados de la España musulmana. En los años posteriores al desembarco, el Imperio Bizantino emprendió repetidas y vanas expediciones para expulsarlos y recuperar la isla. Los sarracenos hicieron de Chandax, en la costa norte, su principal fortaleza y capital del nuevo Emirato de Creta. La ocupación musulmana de Creta tuvo consecuencias devastadoras para Bizancio, ya que hizo vulnerable su centro, el mar Egeo, a las incursiones de las flotas musulmanas, tanto las de los sarracenos de Creta como las del Levante, que utilizaron Creta como base avanzada o escala, como ocurrió durante la expedición de saqueo de Tesalónica de León de Trípoli en el 904, en la que muchos de los más de veinte mil cautivos tesalonicenses fueron vendidos o regalados como esclavos en Creta.
El primer gran intento de los bizantinos por recuperar la isla se verificó en 842-843, a las órdenes de Teoctisto. Logró algunos avances que parece que permitieron el restablecimiento de un thema con los territorios recobrados, como lo demuestra la presencia de un strategos de Creta en el Taktikon Uspensky, obra de la época. Sin embargo, Teoctisto tuvo que abandonar la campaña y los sarracenos pronto vencieron a las tropas que había dejado en la isla. En la primavera del 866, el regente Bardas organizó otra campaña para recuperar Creta, pero fue asesinado la víspera de su partida hacia la isla. Otros intentos bizantinos de reconquista en el 911 (con 177 barcos al mando del almirante Himerio) y en el 949 (con 128 barcos a las órdenes de Constantino Gongiles) fracasaron estrepitosamente, a pesar de los grandes recursos y efectivos empleados. Según Christos Makrypoulias, pese a la preparación a menudo meticulosa, las expediciones bizantinas contra Creta fracasaron debido a las limitaciones de abastecimiento y la estrategia de desgaste que adoptaron los sarracenos cretenses. El dominio de Creta dependía en última instancia del de Chandax, lo que obligaba a los bizantinos a abordar un largo asedio lejos de sus bases de suministro. Los sarracenos, por su parte, podían esperar seguros tras las murallas de Chandax hasta que el enemigo se debilitara lo suficiente como para contraatacar y aniquilarlo.
Decidido a vengar el desastre de 949, el emperador Constantino VII Porfirogéneta (913-919, 945-959) reanudó los preparativos para recobrar la isla hacia el final de su reinado. Tras su muerte en 959, la tarea recayó en su hijo y sucesor, Romano II (959-963). El emperador continuó la tarea con el apoyo de su ministro principal, José Bringas, y nombró jefe de la expedición al doméstico de las escolas de Oriente, Nicéforo Focas, soldado capaz y veterano de las guerras contra los musulmanes libradas en el este de Asia Menor, en las que se había distinguido. Focas reunió al ejército bizantino de Asia Menor y lo concentró al sur de Éfeso. Esta expedición fue mucho mayor que las anteriores, merced principalmente a la relativa estabilidad interna debida a las recientes victorias en la frontera oriental del Imperio y a la larga paz con los búlgaros. Según León el Diácono, la flota de Focas estaba compuesta por muchos dromones dotados de fuego griego.